# Erik Tønne
Erik Tønne, né le 3 juillet 1991 à Trondheim en Norvège, est un footballeur norvégien qui joue au poste d'ailier gauche avec le Ranheim Fotball.

## Biographie

### Débuts professionnels
Né à Trondheim en Norvège, Erik Tønne est formé par le Rosenborg BK puis le Strindheim IL (en). Il rejoint le club anglais de Sheffield United en 2011, où il rejoint son coéquipier Kristoffer Løkberg,.
Tønne joue son premier match en professionnel avec Sheffield, le 9 avril 2011, à l'occasion d'une rencontre de Championship face au Middlesbrough FC. Il entre en jeu à la place de Michael Doyle et son équipe s'incline par deux buts à un.
Le 31 janvier 2012, Tønne est prêté jusqu'à la fin de la saison à York City.
Après un essai à Ham-Kam, Erik Tønne rejoint le club de deuxième division norvégienne, où il est prêté par Sheffield. Après ses bonnes performances avec Ham-Kam, Sheffield obtient la réalisation de son prêt le 7 août 2013, pour être vendu au Sandnes Ulf, qui évolue en première division. Il signe un contrat de deux ans avec ce club.
Le 31 juillet 2015, le FK Bodø/Glimt annonce le recrutement d'Erik Tønne.
Le 18 janvier 2016, Erik Tønne rejoint librement le Fredrikstad FK. Il y retrouve notamment son entraîneur Jan Halvor Halvorsen (en) qui était déjà son coach au FK Bodø/Glimt.
Tønne inscrit son premier but pour le Fredrikstad FK contre le Sandnes Ulf le 24 avril 2016, en championnat. Titulaire, il ouvre le score en transformant un penalty au bout de cinq minutes de jeu, mais il ne peut toutefois pas éviter la défaite de son équipe par trois buts à un.

### Ranheim Fotball
En janvier 2018 Erik Tønne rejoint le Ranheim Fotball, retrouvant la première division norvégienne. Le transfert est annoncé le 22 décembre 2017 et il signe un contrat de deux ans. 
Il joue son premier match le 2 avril 2018 contre le Stabæk Fotball, en championnat. Il est titularisé et son équipe s'impose par quatre buts à un. Le 31 août 2018, Tønne prolonge son contrat avec le Ranheim Fotball, il est alors lié au club jusqu'en décembre 2021.
Il ne peut empêcher la relégation du Ranheim Fotball à l'issue de la saison 2019 mais reste au club. Le 3 septembre 2021, Tønne prolonge son contrat avec Ranheim jusqu'en décembre 2024.